# Alberto Arnone
Alberto Arnone fue un pintor barroco italiano, discípulo primero en Nápoles de Luca Giordano y posteriormente en Roma de Carlo Maratta, según Bernardo de' Dominici, que lo dice fallecido hacia 1721.
Según De' Dominici copió con acierto obras de Maratta, en tanto en las de invención propia supo conjugar los estilos de ambos maestros. Habiéndose especializado en los retratos, siempre conforme a la escueta noticia proporcionada por De' Dominici, Giordano se lo recomendó a Felipe V para que le hiciese el suyo y fue bien recompensado por tan generoso monarca, además de pintar los retratos de otros muchos personajes distinguidos, lo que le permitió vivir con decoro y contraer matrimonio con una dama noble, pero el historiador de la pintura napolitana no cita ninguno de esos retratos y apenas se tienen datos de su trabajo. Un retrato de Fernando Joaquín Fajardo, marqués de los Vélez, que fue virrey de Nápoles de 1675 a 1683, se menciona en un documento notarial de 1726 por cargas de la testamentaría.
La noticia más extensa de su trabajo la da Antonio Ponz al ocuparse de once cuadros de la vida de san Fausto Labrador, de gran tamaño, firmados por «Alberto Arnon» en Nápoles en 1690, que se encontraban localizados en la capilla de San Fausto, aneja a la iglesia parroquial de la Natividad de Nuestra Señora de Mejorada del Campo, en la provincia de Madrid. De ellos decía que estaban pintados «con inteligencia, y gusto, según el de la escuela de Jordán», y añadía que dicho profesor «merecía lugar en el Diccionario Pictórico». Fundación del I marqués de Mejorada, fue su hijo Pedro Cayetano Fernández del Campo quien entre 1690 y 1699 se ocupó de la dotación de la capilla con obras de arte que según Ponz podrían haber sido importadas de Italia, entre ellas ocho esculturas de mármol, dos pilas de agua bendita y una Huida a Egipto de Giordano. Presumiblemente destruidos durante la guerra civil española, ya en 1919, según Julián Sanz, el cuadro de Luca Giordano y una guirnalda de flores de Daniel Seghers también citada allí por Ponz, habían desaparecido y los once cuadros de Arnone se encontraban tan maltratados por causa de una desafortunada restauración que podían darse por perdidos, oscurecidos por el barniz y arrancados de sus bastidores para ser diez de ellos clavados a la pared y el undécimo pintado de verde para servir de fondo a la urna con los restos del santo.